# Roter Holunder
Der Rote Holunder (Sambucus racemosa), auch Hirsch-, Trauben- oder Berg-Holunder genannt, ist eine Pflanzenart aus der Gattung der Holunder (Sambucus) innerhalb der Familie der Moschuskrautgewächse (Adoxaceae).

## Beschreibung

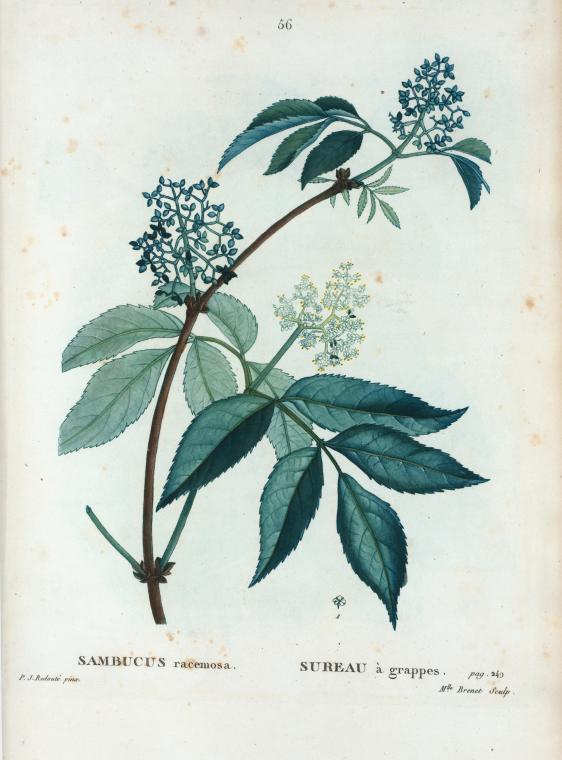
Illustration aus Pierre-Joseph Redouté

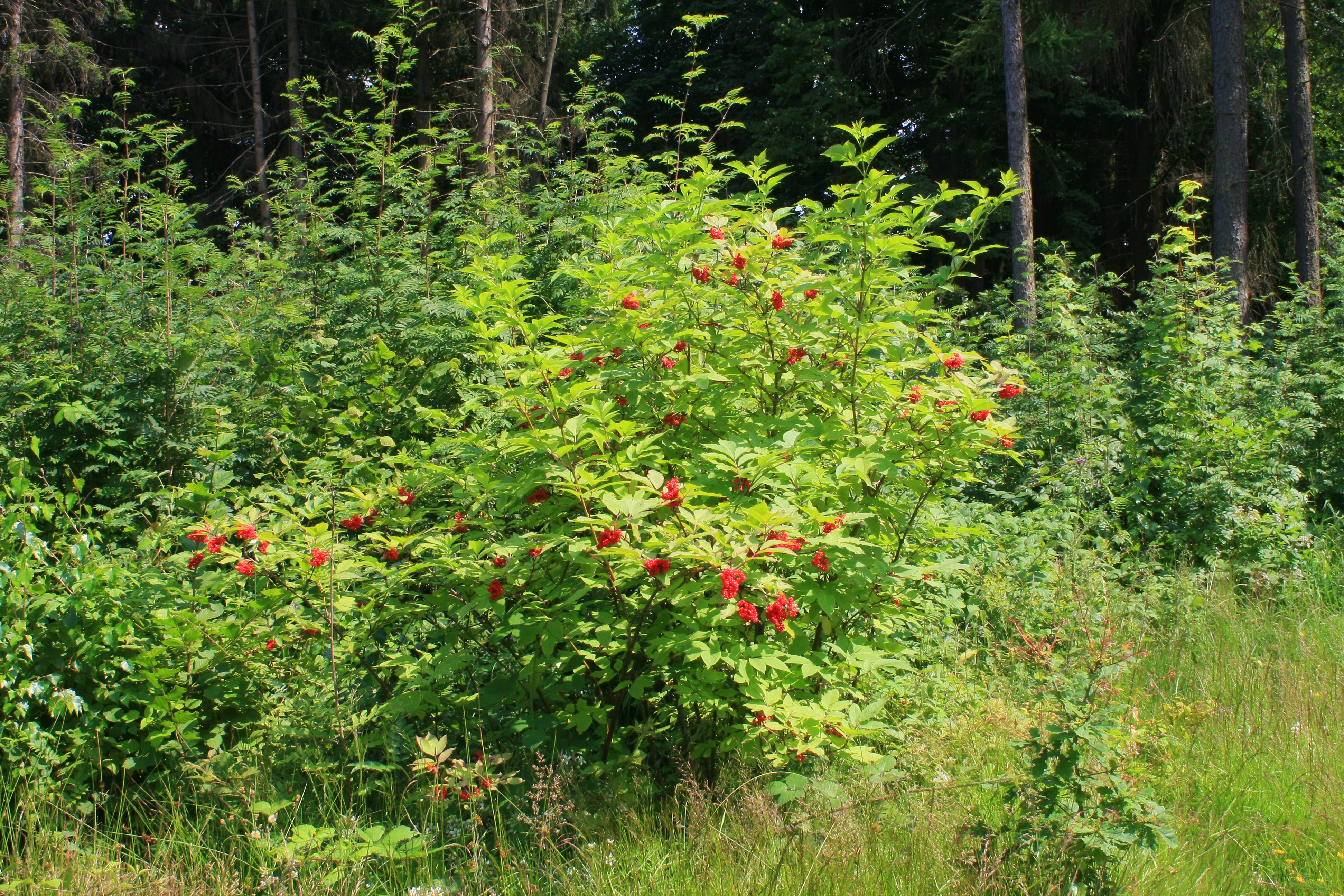
Roter Holunder (Sambucus racemosa)

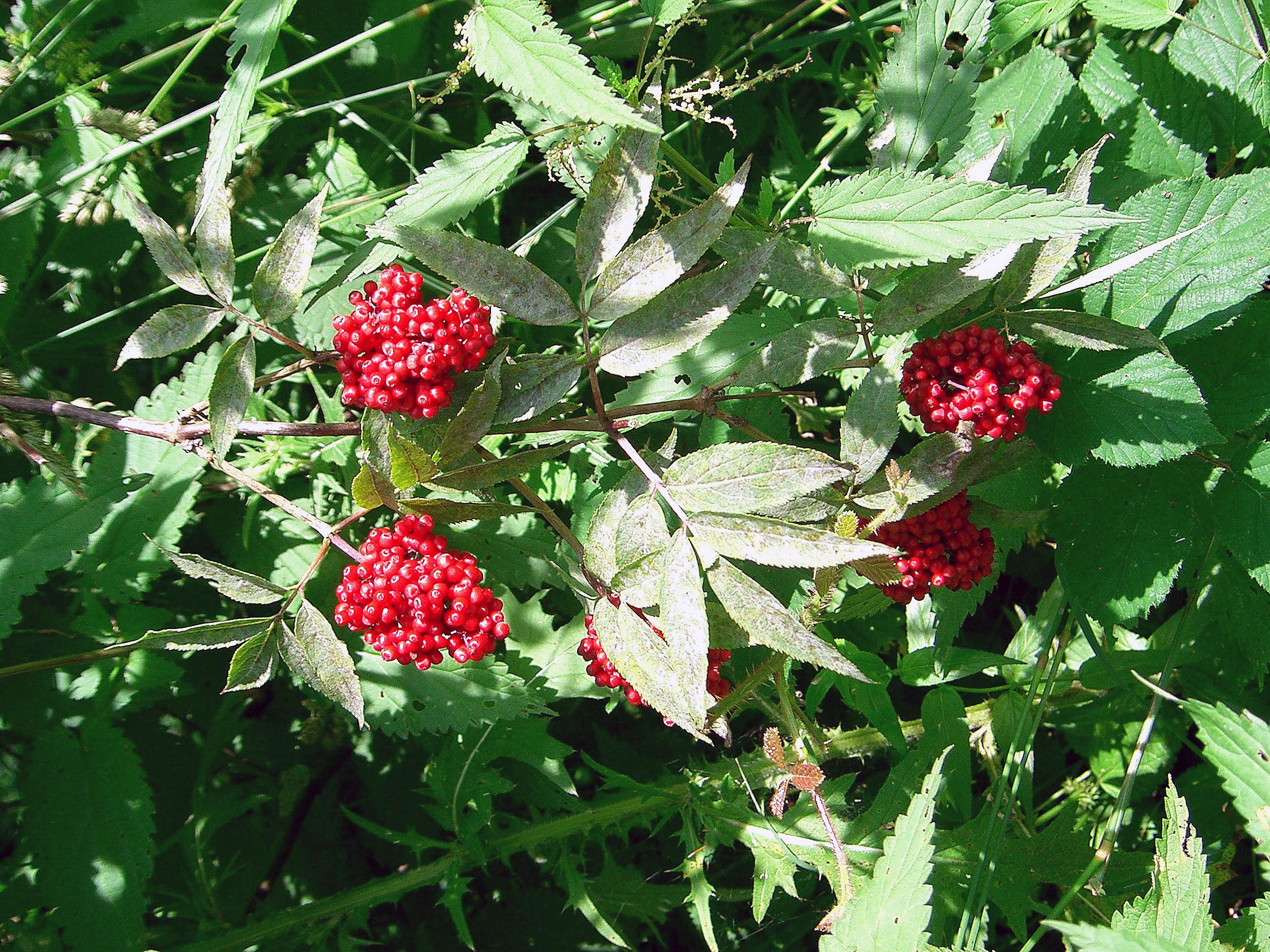
Geteilte Laubblätter und Früchte des Roten Holunders

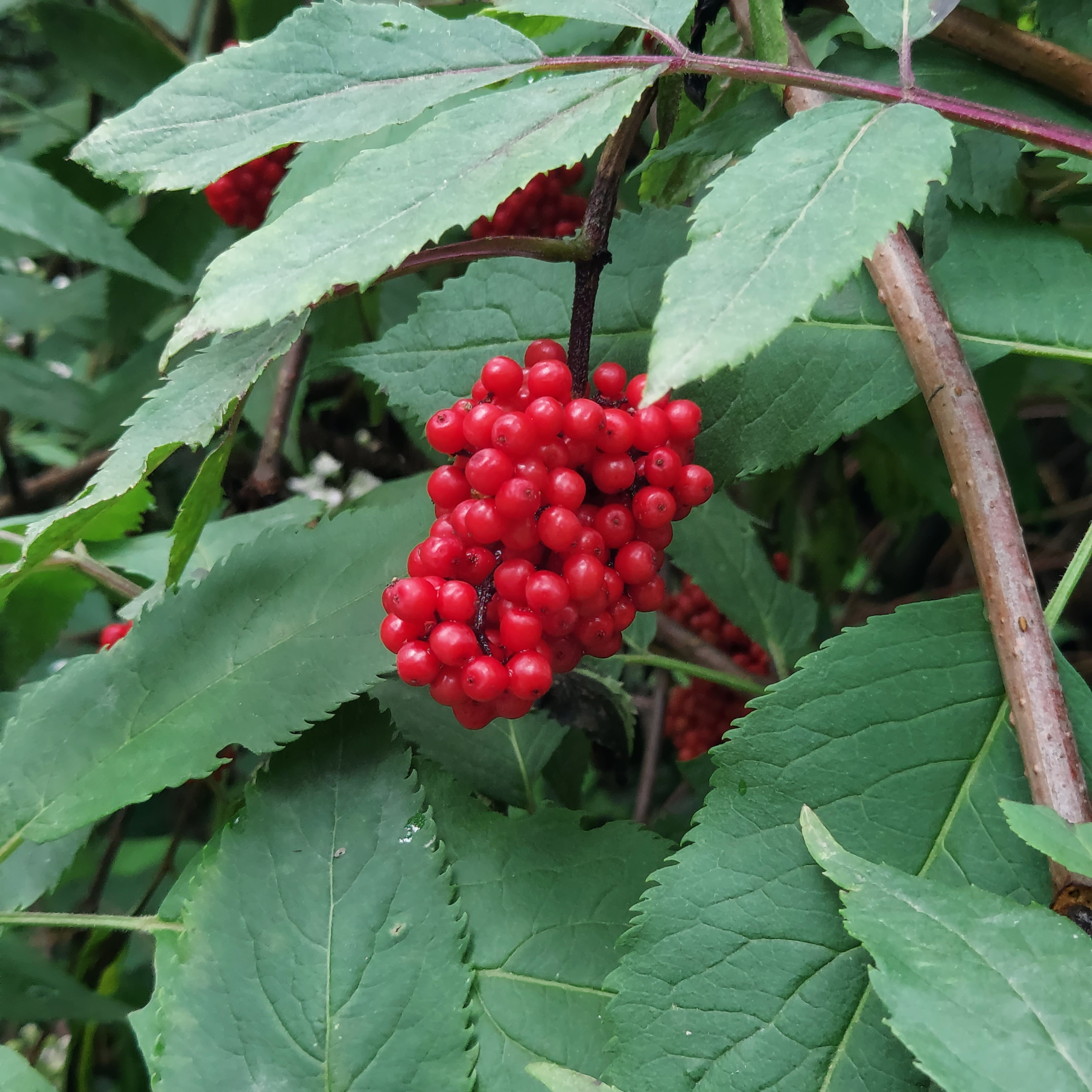
Früchte des Roten Holunders

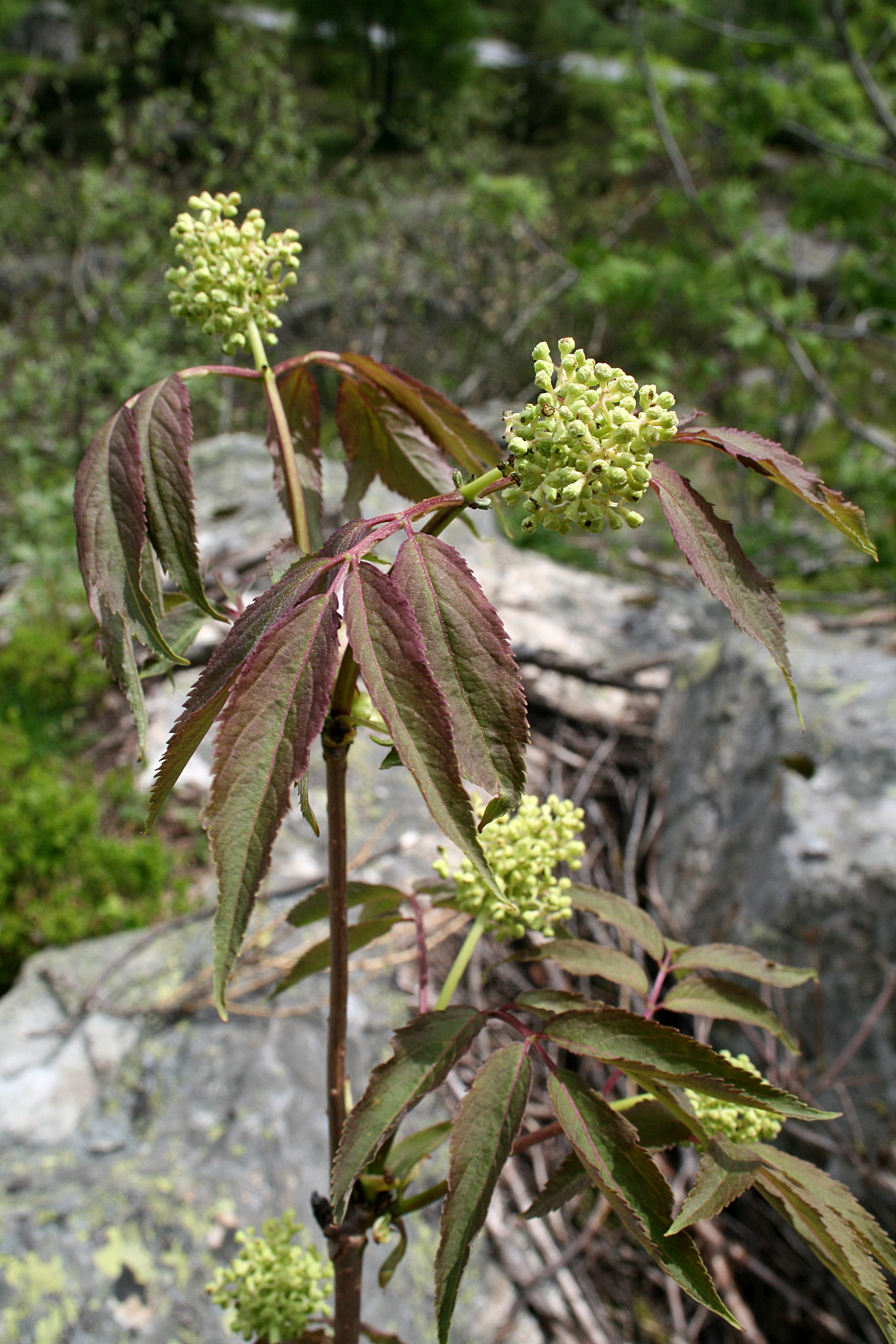
Blätter und Blütenknospen des Roten Holunders

Der Rote Holunder wächst als laubabwerfender, großer Strauch, der Wuchshöhen von 1 bis 3, selten bis zu 8 Meter erreicht. Die Laubblätter sind (selten zweifach) unpaarig fiedrig geteilt. Der Blattrand ist gesägt.
Die auch schon an relativ jungen Sträuchern gebildeten, endständigen, aus zymösen Teilblütenständen zusammengesetzten schirmrispigen Gesamtblütenstände enthalten viele Blüten. Die relativ kleinen Blüten sind radiärsymmetrisch und fünfzählig mit doppelter Blütenhülle. Die fünf Kronblätter sind weiß oder cremefarben bis gelblich-grün. Drei bis fünf Fruchtblätter sind zu einem drei- bis fünfkammerigen Fruchtknoten verwachsen. Jede Fruchtknotenkammer enthält nur eine Samenanlage. Der kurze Griffel endet in drei bis fünf Narben.
Die Steinfrucht enthält drei bis fünf Samen. Die Früchte von Sambucus racemosa lassen sich ebenso wie die deutlich größeren Beeren des Schwarzen Holunders verwerten. Die Fruchtstände des Roten Holunders stehen aufrecht, während die des Schwarzen Holunders aufgrund ihres Eigengewichts in der Regel nach unten hängen. Die Früchte reifen im Juli bis August leuchtend rot.
Die Chromosomenzahl beträgt 2n = 36.

## Unterscheidung zu anderen Arten
Der Rote Holunder ist bereits beim Austrieb leicht vom Schwarzen Holunder zu unterscheiden, da seine Blätter anfangs bronzefarben bis rot sind und dann erst vergrünen. Außerdem zeigen sich seine Fruchtansätze bereits mit dem Blattaustrieb. Sie sind kegelig-rundlich und nicht wie beim Schwarzen Holunder tellerförmig-flach.

## Vorkommen
Der Rote Holunder (Sambucus racemosa subsp. racemosa) wächst gerne an schattigen Orten in Wäldern und Waldrändern in Europa und Westasien, auch in Gebüschen und auf Lichtungen ist er zu finden. Er ist eine Charakterart des Sambucetum racemosi aus dem Verband Sambuco-Salicion. In Mitteleuropa ist er vorwiegend in höheren Lagen zu finden. Die Vorkommen in Österreich sind sehr häufig und erstrecken sich auf alle Bundesländer. Mit seinen Unterarten besiedelt er jedoch auch große Teile Nordamerikas und  Asiens. In den Allgäuer Alpen steigt er bis zu einer Höhenlage von etwa 1800 Metern auf.

## Ökologie
Er ist resistent gegen Kälte und Wind; Trockenheit oder Kalk schaden ihm. Er bevorzugt Standorte mit viel Stickstoff und wenig Salz.

## Systematik
Sambucus racemosa wurde 1753 von Carl von Linné in Species Plantarum, Band 1, Seite 270 erstbeschrieben.
Innerhalb dieser Art werden mehrere Unterarten, Varianten und Formen unterschieden:
- Roter Holunder (Sambucus racemosa L. subsp. racemosa, Syn.: Sambucus tigranii Troitsky): Die Heimat reicht von Südeuropa und Mitteleuropa bis nach Armenien.[5]
- Sambucus racemosa subsp. kamtschatica (E.L.Wolf) Hultén (Basionym Sambucus kamtschatica E.L.Wolf, Syn.: Sambucus coreana (Nakai) Kom. & Aliss.): Die Heimat ist Korea, Japan und der russische Ferne Osten mit Sachalin, Kamtschatka und den Kurilen.[5]
- Stinkender Holunder (Sambucus racemosa subsp. pubens (Michx.) House, Basionym: Sambucus pubens Michx., Sambucus pubescens Pers.): Das weite, ursprüngliche Verbreitungsgebiet liegt mit vier Varietäten in Nordamerika.
  - Sambucus racemosa L. subsp. pubens (Michx.) House var. arborescens (Torr. & A.Gray) A.Gray (Basionym: Sambucus pubens var. arborescens Torr. & A.Gray, Syn.: Sambucus callicarpa Greene): Die Heimat ist das westliche Nordamerika.[5]
  - Sambucus racemosa L. subsp. pubens (Michx.) House var. melanocarpa (A.Gray) McMinn (Basionym: Sambucus melanocarpa A.Gray): Die Heimat ist das westliche Kanada und die nordwestliche, südlichzentrale und südwestliche USA.[5]
  - Sambucus racemosa L. subsp. pubens (Michx.) House var. microbotrys (Rydb.) Kearney & Peebles (Basionym: Sambucus microbotrys Rydb.): Die Heimat ist die nordwestliche, südlichzentrale und südwestliche USA.[5]
  - Sambucus racemosa L. subsp. pubens (Michx.) House var. pubens (Michx.) Koehne: Die Heimat ist das östliche und westliche Kanada sowie die nordöstliche, nördlichzentrale und südöstliche USA.[5]
- Sambucus racemosa subsp. sibirica (Nakai) H.Hara (Basionym: Sambucus sibirica Nakai): Das weite Verbreitungsgebiet reicht vom russischen Fernen Osten, Sibirien, China und der Mongolei bis zum europäischen Russland.[5]
- Japanischer Holunder (Sambucus racemosa subsp. sieboldiana (Miq.) H.Hara, Basionym: Sambucus racemosa var. sieboldiana Miq., Syn.: Sambucus sieboldiana (Miq.) Blume ex Graebn.): Die Heimat ist Japan und Südkorea.[5]
  - Sambucus racemosa L. subsp. sieboldiana (Miq.) H.Hara f. nakaiana Murata (Syn. Sambucus sieboldiana f. xanthocarpa (Nakai) Rehder, Sambucus sieboldiana var. xanthocarpa Nakai): Die Heimat ist Honshu.[5]
  - Sambucus racemosa L. subsp. sieboldiana (Miq.) H.Hara f. stenophylla (Nakai) H.Hara (Basionym: Sambucus sieboldiana var. stenophylla Nakai, Syn.: Sambucus buergeriana (Nakai) Blume, Sambucus racemosa var. miquelii Nakai, Sambucus sieboldiana var. buergeriana Nakai, Sambucus sieboldiana var. miquelii (Nakai) H.Hara): Die Heimat ist Honshu.[5]

## Verwendung und Inhaltsstoffe
Wie der Schwarze Holunder lassen sich die Früchte zu Gelee, Marmelade, Saft und ähnlichem verarbeiten. Sie sind jedoch nicht jedem zuträglich.
Die roten Früchte sind reich an Karotinoiden (beispielsweise an Provitamin A), Vitamin C und fettem Öl (trocken bis zu 35 %).  Letzteres gibt ein gutes Speiseöl, wenn durch Raffination die harzigen, stark die Schleimhaut reizenden Wirkstoffe entfernt worden sind.
Auch als Heilkraut findet der Rote Holunder Verwendung.

## Toxikologie
Roh und unreif sind die Früchte des Roten Holunders giftig. Sie führen zu Brechdurchfall und wurden deshalb früher volkstümlich auch als Brech- und Abführmittel eingesetzt. Auf jeden Fall müssen die Steinkerne entfernt werden, da das Gift der Samen nicht durch Kochen unschädlich gemacht wird.

## Pharmakologie
Ein In-vitro-Experiment mit dem Extrakt des Roten Holunders weist auf eine hemmende Wirkung gegen HIV-1-Reverse Transkriptase hin.

## Geschichte

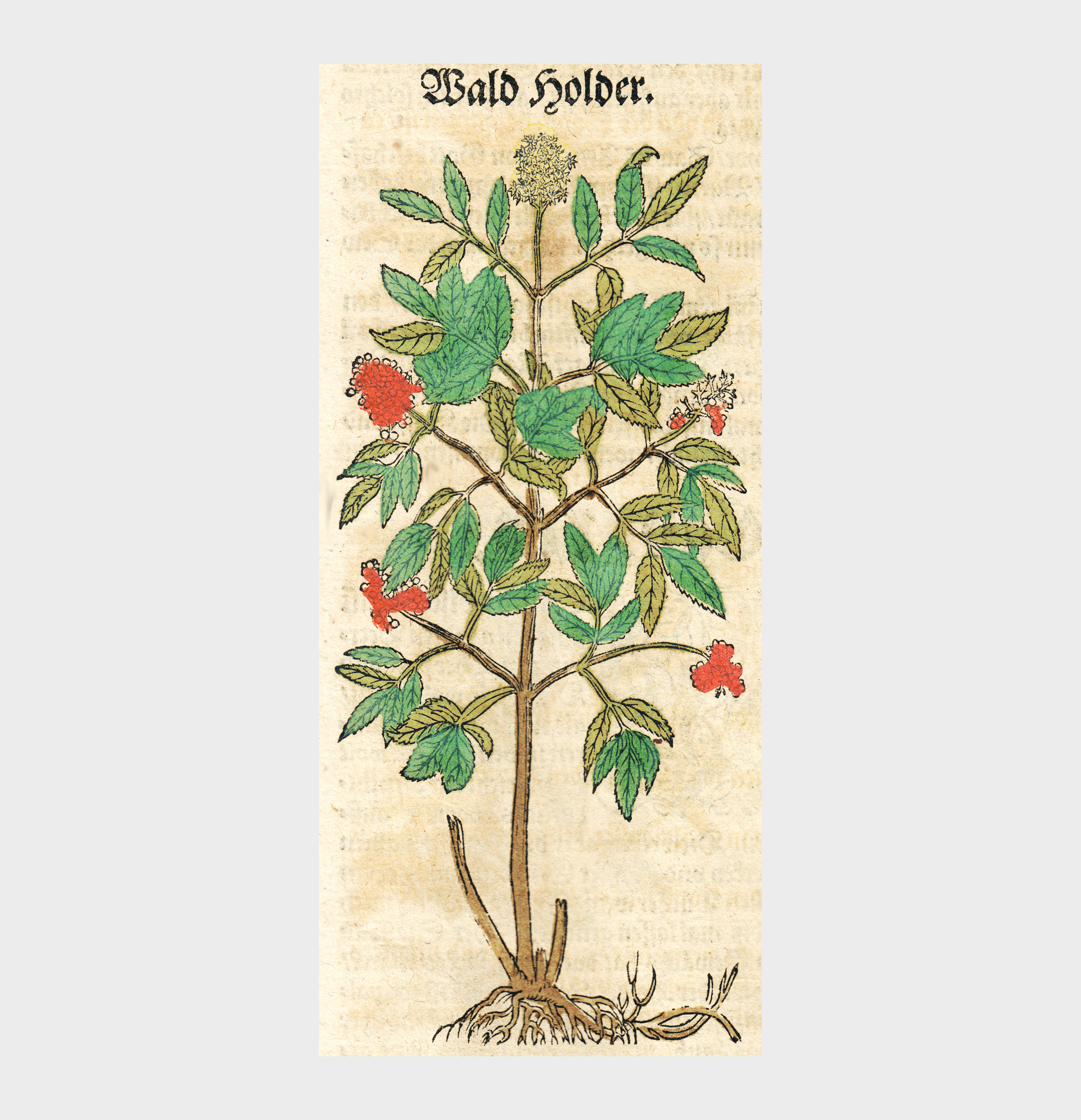
«Wald Holder» – Sambucus racemosa. Hieronymus Bock 1546

Erstmals erwähnt wurde der Rote Holunder im Kleinen Destillierbuch des Hieronymus Brunschwig:
„… Holder des geſtalt dryer hand iſt als ſambucus ebulus vnd ſambucus rubeus / doch etlich doctores ſchriben ſint von ſambuci agreſte oder ſilvestre gantz vnbekant.“
Eine genaue Beschreibung vom Habitus des von ihm „Wald Holder“ genannten Roten Holunders gab erstmals Hieronymus Bock in der zweiten Ausgabe (1546) seines Kräuterbuchs. Bock hatte auch selbst beobachtet, dass Hirsche die Blätter der Schwarzen Tollkirsche und des Roten Holunders gern fressen.